# 221

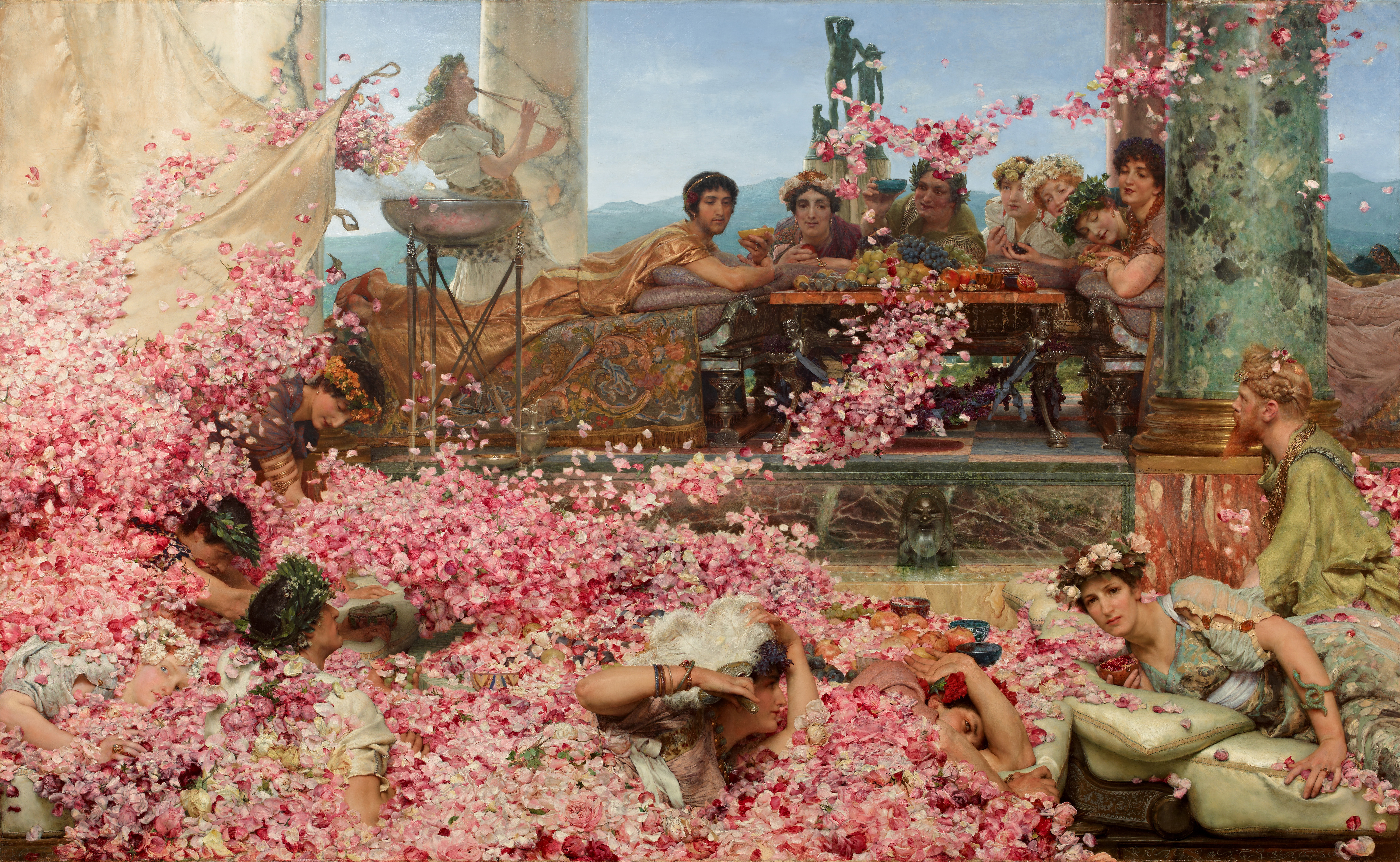
Keizer Elagabalus tijdens het rozenbanket, Lawrence Alma-Tadema (1888)

Het jaar 221 is het 21e jaar in de 3e eeuw volgens de christelijke jaartelling.

## Gebeurtenissen

### Italië
- 26 juni - Keizer Elagabalus adopteert zijn neef Alexander Severus als zijn troonopvolger en schenkt hem de titel Caesar (kroonprins).
- Julia Maesa regelt een derde huwelijk met Annia Faustina, een achterkleindochter van Marcus Aurelius en laat Elagabalus scheiden van Aquilia Severa.
- Egalabalus raakt verwikkeld in homoseksuele relaties en wordt verliefd op de slaaf Hierocles. Hij bezoekt bordelen en biedt zich aan als vrouwelijke prostitué.
- Egalabalus organiseert in het keizerlijke paleis een rozenbanket, tijdens een oosterse orgie laat hij zich vermaken door slaven, dansers en toneelspelers.
- Winter - Egalabalus laat het huwelijk met Annia Faustina ontbinden en hertrouwt zijn tweede vrouw Aquilia Severa. De Senaat benoemt haar tot Augusta.

### China
- Liu Bei, krijgsheer en een afstammeling van de keizerlijke familie van de Han-dynastie, laat zichzelf tot keizer uitroepen en sticht het koninkrijk Shu-Han.

## Overleden
- Zhang Fei (54), Chinees veldheer